# Engler
Engler ist der Familienname folgender Personen:

## Namensträger

### A
- Adolf Engler (Heinrich Gustav Adolf Engler; 1844–1930), deutscher Botaniker
- Adolf Engler (Landschaftsarchitekt) (1904–1987), Schweizer Landschaftsarchitekt
- Arnold Engler (1869–1923), Schweizer Forstwissenschaftler
- Arthur Engler (1917–1990), deutscher Politiker (CDU)

### B
- Balz Engler (* 1944), Schweizer Anglist
- Bernd Engler (* 1954), deutscher Amerikanist und Literaturwissenschaftler
- Bernhard Engler (* 1958), Schweizer Verleger

### C
- Carl Engler (1842–1925), deutscher Chemiker
- Christa Engler-Feldmann (1926–1997), deutsche Malerin und Textilgestalterin

### D
- Dawson Engler, US-amerikanischer Informatiker

### E
- Elisabeth Engler (1875–1959), deutsche Portraitmalerin
- Emil Engler (1895–nach 1945), deutscher Politiker (NSDAP)
- Erhard Engler (1938–2012), deutscher Romanist, Lusitanist und Hispanist
- Eric Engler (* 1991), deutscher Radsportler

### F
- Frank Schulze-Engler (* 1957), deutscher Anglist, Literaturwissenschaftler und Hochschullehrer
- Fritz Engler (1895–1977), Schweizer Architekt
- Fritz Engler-Füßlin (1891–1966), deutscher Politiker (NSDAP)

### H
- Hans Engler, Pseudonym von Robert Overweg (1877–1942), deutscher Dramatiker und Theaterdirektor
- Hans Engler (* 1953), deutscher Mathematiker und Hochschullehrer in den USA
- Hans Rudolf Engler (* 1953), Schweizer Architekt
- Hartmut Engler (* 1961), deutscher Sänger
- Heinz H. Engler (1928–1986), deutscher Designer
- Helga Engler-Heidle (* 1948), deutsche Theologin und Pfarrerin
- Helmut Engler (1926–2015), deutscher Jurist und Politiker (CDU)
- Hermann Engler (1821–1896), deutscher Landrat und Politiker, MdL Preußen
- Hugo Engler (1850–1931), deutscher Lithograf und Fotograf

### I
- Ivan Engler (Mediziner) (auch Ivo Engler; 1931–2017), slowakisch-österreichischer Mediziner und Schriftsteller
- Ivan Engler (Regisseur) (* 1971), Schweizer Regisseur

### J
- Jakob Engler (1933–2025), Schweizer Bildhauer, Plastiker und Bildender Künstler
- John Engler (* 1948), US-amerikanischer Politiker (Michigan)
- Jürgen Engler (Kulturwissenschaftler) (1945–2023), deutscher Kulturwissenschaftler und Journalist
- Jürgen Engler (Musiker) (* 1960), deutscher Musiker und Musikproduzent

### K
- Karl-Heinz Engler (* 1930), deutscher Journalist und Autor
- Klaus Engler (1934–2006), deutscher Musikwissenschaftler, Bibliothekar und Hochschullehrer

### L
- Lajoš Engler (1928–2020), jugoslawischer Basketballspieler
- Leon Engler (* 1989), deutscher Theater- und Hörspielautor und Dozent
- Luca Engler (* 1993), Schweizer Handballspieler
- Ludwig Engler (1875–1922), deutscher Maler und Bildhauer

### M
- Martin Engler (* 1967), deutscher Schauspieler, Regisseur und Hörspielsprecher
- Martin Engler (Musiker) (* 1971), deutscher Musiker, Komponist, Produzent und Sänger
- Michael Engler der Jüngere (1688–1760), deutscher Orgelbauer des Barock in Schlesien
- Michael Engler (Fotograf) (* 1942), deutscher Fotograf und Dokumentarfilmer
- Michael Engler (Autor) (* 1961), deutscher Schriftsteller und Illustrator
- Michael Engler (Regisseur), amerikanischer Regisseur und Produzent

### O
- Otto Engler (1861–1940), deutscher Architekt
- Otto Engler (Ingenieur) (1900–1968), Schweizer Bauingenieur
- Otto Heinz Engler (* 1894), Oberbürgermeister von Gießen

### P
- Paul Engler (1893–1969), deutscher Dirigent, Chorleiter und Komponist
- Peter Engler (* 1936), deutscher Fußballspieler

### R
- Rasmus Engler (* 1979), deutscher Musiker und Autor
- Rico Engler (* 1987), deutscher Fußballspieler
- Rolf Engler (Regisseur) (1919–1966), deutscher Regisseur und Drehbuchautor
- Rolf Engler (Filmarchitekt) (1943–2016), Schweizer Filmarchitekt und Bühnenbildner
- Rolf Engler (Politiker) (* 1951), Schweizer Politiker
- Rudolf Engler (1930–2003), Schweizer Romanist und Sprachwissenschaftler

### S
- Selli Engler (1899–1972), deutsche Aktivistin der Lesbenbewegung
- Silke Engler (Politikerin) (* 1973), deutsche Politikerin (SPD)
- Silke Engler (Regisseurin) (* 1976), deutsche Filmregisseurin, Drehbuchautorin und Filmproduzentin
- Stefan Engler (* 1960), Schweizer Politiker (CVP)
- Stefanie Engler (1910–1943), österreichisch-deutsche Widerstandskämpferin

### U
- Ulrich Engler (* 1961), deutscher Anlagebetrüger

### V
- Viktor Engler (1885–1917), deutscher Botaniker

### W
- Winfried Engler (1935–2018), deutscher Romanist
- Wilhelm Engler (Politiker, 1873) (1873–1938), deutscher Gewerkschafter und Politiker (SPD), MdL Baden
- Wilhelm Engler (Jurist) (1880–1958), deutscher Jurist
- Wilhelm Engler (Politiker, 1907) (1907–??), deutscher Politiker (SED), MdV
- Wolfgang Engler (* 1952), deutscher Kultursoziologe